# Hamid Frangié
 (janvier 2019).
Si vous disposez d'ouvrages ou d'articles de référence ou si vous connaissez des sites web de qualité traitant du thème abordé ici, merci de compléter l'article en donnant les références utiles à sa vérifiabilité et en les liant à la section « Notes et références ».
Hamid Frangié (arabe : حميد فرنجيّة), né le 6 août 1907 à Zghorta et mort le 5 septembre 1981 à Beyrouth, est un homme politique libanais de la grande famille libanaise Frangié. Il fut député maronite de Zghorta et occupa plusieurs postes ministériels.

## Jeunesse
Il est né à Ehden au Mont-Liban, fils de Kabalan Soleimane Frangié et de Lamia Raffoul d'Ejbah, Liban. La famille avait une longue histoire de service public, son grand-père, Kabalan Frangié (1847-1908), agissant en tant que gouverneur de district; son père, un député (en 1929); et son frère Suleiman devenant président du Liban.
Hamid a fréquenté l'école « Frères des Écoles chrétiennes » à Tripoli, pour son éducation primaire, puis à Aintoura pour son éducation secondaire. Il fut diplômé en droit en 1930 de l'université Saint-Joseph de Beyrouth.
Il entama une carrière de journaliste dans Le Jour en 1933 parallèlement à sa carrière politique.

## Carrière
À l’âge de 25 ans, il devint député au Parlement en 1932. Il sera réélu à toutes les élections législatives entre 1937 et 1957 avant qu’il ne se retire de la vie politique pour des raisons de santé. Il fut l'artisan principal de l'évacuation des forces françaises du Liban, le 31 décembre 1946 et celui de l'Accord monétaire (1948) qui servit de base à la monnaie nationale libanaise, la livre, et qui lui donna une force exceptionnelle. Il fut également le président de la troisième Conférence générale de l'UNESCO qui se tint à Beyrouh en 1948.
Au cours de son mandat à titre de député, il a également occupé des postes ministériels, notamment :
- Ministre des Finances (1938, 1944)
- Ministre des Affaires étrangères et ministre de l'Éducation (1945 - 1949)
- Ministre des Affaires étrangères et de l'Émigration, démissionné 2 mois plus tard pour cause de maladie (1941, 1955)

## Vie privée
En 1941, il épousa sa cousine et ils ont eu six enfants : Kabalan, Samir, Nabil, Marie-Claude, Zeina et Liliane.
Son frère, Soleimane Frangié, lui succédera et sera élu en 1970 président de la République. Son fils, Samir Frangié a également été député au Parlement libanais entre 2005 et 2009.